# Universität von Brunei Darussalam
Die Universität von Brunei Darussalam (malaiisch: Universiti Brunei Darussalam, Jawi: يونيبرسيتي بروني دارالسلام, meist kurz nur UBD) ist eine von zwei Universitäten und insgesamt zehn tertiären Bildungseinrichtungen im Sultanat Brunei Darussalam. Sie wurde am 28. Oktober 1985 gegründet und hat ihren Sitz nördlich von Bandar Seri Begawan.
Lehrsprache ist vorwiegend Englisch; einzelne Studiengänge werden jedoch auch in Malaiisch unterrichtet.

## Fakultäten und Institute
1. Academy of Brunei Studies (ABS) (Akademie für bruneiische Landeskunde)
2. Faculty of Arts and Social Sciences (FASS) (Fakultät für Künste und Sozialwissenschaften)
3. Faculty of Business, Economics and Policies Studies (FBEPS) (Fakultät für Betriebs- und Volkswirtschaft und Politik)
4. Faculty of Science (FOS) (Fakultät für Naturwissenschaften)
5. Institute of Medicine (IM) (Institut für Medizin)
6. Language Centre (LC) (Sprachenzentrum)
7. Sultan Hassanal Bolkiah Institute of Education (SHBIE) (Institut für Bildung)

Das Sultan Haji Omar Ali Saifuddien Institute of Islamic Studies (SHOAIIS) (Institut für Islamkunde) ging in der Universiti Islam Sultan Sharif Ali (UNISSA) auf.